# Санта-Роза (Техас)
Санта-Роза (англ. Santa Rosa) — місто (англ. town) в США, в окрузі Камерон штату Техас. Населення — 2450 осіб (2020).

## Географія
Санта-Роза розташована за координатами 26°15′22″ пн. ш. 97°49′31″ зх. д. / 26.25611° пн. ш. 97.82528° зх. д. (26.256053, -97.825255).  За даними Бюро перепису населення США в 2010 році місто мало площу 2,00 км², уся площа — суходіл.

## Демографія
Згідно з переписом 2010 року, у місті мешкали 2873 особи в 809 домогосподарствах у складі 688 родин. Густота населення становила 1437 осіб/км².  Було 875 помешкань (438/км²).
Расовий склад населення:
| - 80,7 % — білих - 0,3 % — корінних американців - 0,2 % — чорних або афроамериканців - 17,1 % — осіб інших рас |

До двох чи більше рас належало 1,6 %. Частка іспаномовних становила 97,0 % від усіх жителів.
За віковим діапазоном населення розподілялося таким чином: 33,1 % — особи молодші 18 років, 58,0 % — особи у віці 18—64 років, 8,9 % — особи у віці 65 років та старші. Медіана віку мешканця становила 30,2 року. На 100 осіб жіночої статі у місті припадало 92,9 чоловіків;  на 100 жінок у віці від 18 років та старших — 88,3 чоловіків також старших 18 років.
Середній дохід на одне домашнє господарство  становив 29 759 доларів США (медіана — 19 946), а середній дохід на одну сім'ю — 31 383 долари (медіана — 21 417). Медіана доходів становила 35 583 долари для чоловіків та 23 214 долари для жінок. За межею бідності перебувало 52,6 % осіб, у тому числі 65,7 % дітей у віці до 18 років та 36,6 % осіб у віці 65 років та старших.
Цивільне працевлаштоване населення становило 769 осіб. Основні галузі зайнятості: освіта, охорона здоров'я та соціальна допомога — 45,0 %, роздрібна торгівля — 16,8 %, транспорт — 10,8 %, мистецтво, розваги та відпочинок — 10,0 %.